# Кірхендеменройт
Кірхендеменройт (нім. Kirchendemenreuth) — громада в Німеччині, розташована в землі Баварія. Підпорядковується адміністративному округу Верхній Пфальц. Входить до складу району Нойштадт-ан-дер-Вальднааб. Складова частина об'єднання громад Нойштадт-ан-дер-Вальднааб.
Площа — 39,30 км2. Населення становить 875 ос. (станом на 31 грудня 2020).